# Neolepidotrochus
Genre
Synonymes
- Lepidotrochus Belyaev & Mironov, 1980[1]

Neolepidotrochus est un genre d'holothuries (concombres de mer) abyssales de la famille des Myriotrochidae.

## Systématique
Le genre Neolepidotrochus a été créé en 2005 par le zoologiste Jens Michael Bohn (d) (1970-).

## Liste des genres
Selon World Register of Marine Species (15 novembre 2021) :
- Neolepidotrochus kermadecensis (Belyaev, 1970)
- Neolepidotrochus novaeguinensis (Belyaev & Mironov, 1980)
- Neolepidotrochus parvidiscus
- Neolepidotrochus pawsoni (Belyaev & Mironov, 1980)
- Neolepidotrochus variodentatus (Belyaev & Mironov, 1978)